# Reinhard Höhn
Reinhard Höhn (Gräfenthal, 29 luglio 1904 – Bad Harzburg, 14 maggio 2000) è stato un giurista tedesco.

## Biografia
Dopo la laurea in giurisprudenza all'Università di Jena, si unì alla Jungdeutscher Orden, una organizzazione paramilitare vicina allo Stahlhelm. Nel 1933 aderì al Partito Nazista, e nel 1934 entrò a far parte delle SS.
A partire dal 1935 divenne consigliere giuridico di Reinhard Heydrich, e in virtù di questo legame fece rapidamente carriera a livello accademico e politico, venendo lo stesso anno nominato professore aggiunto all'Università di Heidelberg e messo a capo dell'ufficio centrale berlinese del Sicherheitsdienst. Nel 1936 fu nominato membro dell'Accademia di Legge Tedesca, e nel 1939 divenne direttore dell'Istituto di Ricerca Statale dell'Università di Berlino, ruolo che mantenne fino alla fine della guerra. Inoltre tra il 1941 e il 1944 diresse la maggiore rivista di geopolitica delle SS, Reich - Volksordnung - Lebensraum.
Fu un influente ideologo del nazismo, trovando con i suoi scritti giustificazioni giuridiche alle più controverse leggi naziste, e teorizzando l'asservimento totale del popolo al suo leader e l'annullamento della propria individualità a favore della Volksgemeinschaft. Dopo la guerra, dopo essere stato nascosto per alcuni anni lavorando sotto falso nome come naturopata, nel 1956 fondò l'Akademie für Führungskräfte der Wirtschaft ("Accademia per dirigenti d'impresa") a Bad Harzburg.